# Felice Piccaluga
Felice Pietro Giovanni Piccaluga (Genova, 7 agosto 1740 – Genova, 15 maggio 1775) è stato un organaro italiano.

## Biografia
Unico figlio di Filippo Piccaluga e Teresa De Lucchi (o De Luca), fu avviato all'arte organaria nella bottega paterna ed inoltre ricevette anche una formazione scolastica, comprendente i rudimenti della lingua latina, che gli consentiva di firmare le anime delle canne maggiori in facciata. Non si conoscono altri scritti e nei contratti finora noti il suo nome non figura mai; è sempre e solo il padre a gestire gli affari, forse precauzionalmente, visto il comportamento del ragazzo.

Nel 1761 si sposò con Maria Teresa De Ferrari (o Deferrari), che gli portò in dote 2500 lire incassate dal padre. Dal matrimonio nacquero cinque figlie di cui solo quattro erano in vita alla data del testamento di Filippo Piccaluga († 1779). Intorno al 1766 abbandonò la sua famiglia ma nonostante i problemi creati ai genitori continuò a lavorare nella bottega col padre, che nel 1773 lo accolse come socio nella società «di fattura d'organi» fondata assieme a Lorenzo Musante. Al momento dello scioglimento della società, il 10 maggio 1775, Felice si trovava a casa sua nelle vicinanze di Porta Pila, luogo detto Abrara, probabilmente ammalato. Morì difatti cinque giorni dopo e fu sepolto nella chiesa di Santa Maria della Pace.

Nei due anni successivi (1776-1777) la vedova e le figlie risultavano aggregate al nucleo familiare del suocero, che però si risposerà nel 1777. Forse per questo motivo la nuora decise di trasferirsi altrove dopo avergli richiesto la restituzione della dote.

## Opere
Felice Piccaluga collaborò nell'attività paterna come cannifonista ed era solito firmare le anime canne maggiori in facciata da lui costruite. Finora sono state individuate nove iscrizioni con data che vengono qui di seguito elencate in ordine cronologico.
- Pedemonte di Serra Riccò (Genova), Santuario di S. Rocco (6 novembre 1763).
- Genova, Parrocchia dei SS. Cosma e Damiano (29 febbraio 1764, sul lato interno al piede).
- Savona, Cappella Sistina (27 giugno 1764, sul lato interno al piede).
- San Bernardo in Valle di Savona, Parrocchiale di S. Bernardo (23 giugno 1766).
- Savona, Cattedrale di S. Maria Assunta (7 maggio 1767).
- Albera Ligure (Alessandria), Parrocchia della Natività di Maria Vergine (16 dicembre 1768).
- Spotorno (Savona), Parrocchia della  SS. Annunziata (3 ottobre 1772).
- Genova - Multedo, Oratorio dei SS. Nazaio e Celso (28 maggio 1774).
- Vezzano Ligure Inferiore (La Spezia), Parrocchiale di S. Maria Assunta (13 luglio 1774).

Una decima iscrizione si trovava nell'organo della Parrocchiale di Arenzano (non più esistente), come risulta da una testimonianza ottocentesca.

### Discografia
- L'organo Piccaluga della Cappella Sistina di Savona, Davide Merello organo (CD allegato alla pubblicazione edita in occasione del restauro; cfr. bibliografia).